# Galaforce
Galaforce è un videogioco in stile Shoot 'em up per BBC Micro e Acorn Electron, scritto da Kevin Edwards e pubblicato da Superior Software nel 1986. Inoltre sono stati creati un sequel, Galaforce 2 (1988) e un remake aggiornato per Microsoft Windows, Galaforce Worlds (2003).

## Modalità di gioco
Il videogioco è ambientato nel XXV secolo, nella galassia immaginaria "Magellano". Il giocatore veste i panni di un pilota del Galaforce, un'unità d'élite della United Cosmological Federation, in missione per conquistare e sconfiggere orde di alieni selvaggi.
Galaforce si ispira a molteplici videogiochi "Sparatutto a schermata fissa", in particolare alla serie di Galaga, ma non è un clone specifico. Il giocatore controlla una navicella che può muoversi orizzontalmente e verticalmente nella parte inferiore dello schermo (come in Galaga 3). La navicella è sotto attacco da varie formazioni di alieni che si susseguono. Lo scopo del gioco è di sopravvivere ai vari attacchi tentando di ottenere il punteggio più alto possibile. A differenza di molti giochi simili, non tutti i nemici devono essere obbligatoriamente essere distrutti. I nemici entrano da un lato dello schermo e muovendosi rapidamente su esso o lasciano lo schermo o si disintegrano sul bordo. Questa caratteristica può assomigliare al "Challenging Stage" di Galaga, diversamente da quello che accade nei livelli standard dove le orde di alieni si fermano in fila stile Galaxian.
Ci sono tredici alieni diversi, che richiedono tra uno e dieci colpi per essere distrutti, e un gran numero di diverse formazioni. il gioco è suddiviso in zone che comprendono una serie di formazioni. Gli alieni, nella Zona 1, non sparano e ne tanto meno volano nella zona inferiore del gioco, infatti se il giocatore non si muove dalla zona inferiore è impossibile morire. Le zone diventano progressivamente più difficili, dalla Zona 2 gli alieni entrano ed escono anche dal basso e dalla Zona 4 dove gli alieni cominciano anche a sparare, fino ad arrivare nella Zona 14 dove gli alieni sparano missili a guida laser che inseguono la navicella del giocatore. Alcune formazioni di alieni depositano anche uova da cui nascono nuovi alieni.

## Sviluppo e pubblicazione
Il gioco è stato creato da Kevin Edwards per il BBC Micro e trasportato anche per Acorn Electron. La versione per Acorn Electron è più lenta ed utilizza la modalità a quattro colori, al contrario del BBC Micro che utilizza quella da otto. Entrambe le versioni sono state pubblicate nel mese di settembre del 1986 da Superior Software.

## La serie

### Galaforce 2
Dopo la creazione di Crazee Rider, Kevin Edwards ha creato il sequel Galaforce 2. Il gioco è molto simile al suo predecessore con la differenza principale dell'introduzione dei boss finali per ogni zona e oggetti bonus. Supporta anche la modalità due giocatori, a turno.

### Galaforce Worlds
Nel 2003 è stata pubblicata, da Superior Interactive, una versione aggiornata e ampliata del gioco originale con il nome Galaforce Worlds 2 per Microsoft Windows. In questo gioco è presente l'opzione due giocatori in simultanea, vari potenziamenti e un editor di livelli, per personalizzare i propri livelli.